# Verolavecchia
Verolavecchia (lombardul: Erölaècia, Eröla vagy Öröla) település Olaszországban, Lombardia régióban, Brescia megyében. Lakosainak száma 3810 fő (2023. január 1.). Verolavecchia Corte de’ Cortesi con Cignone, Pontevico, Robecco d’Oglio, Verolanuova, Borgo San Giacomo és Quinzano d’Oglio községekkel határos.

## Népesség
A település lakossága az elmúlt években az alábbi módon változott:
| Lakosok száma | 3801 | 3760 | 3810 |
|               | 2017 | 2018 | 2023 |